# Santuario della Madonna delle Laste
Il santuario della Madonna delle Laste è un santuario dedicato al culto cattolico in Trento.

## Storia

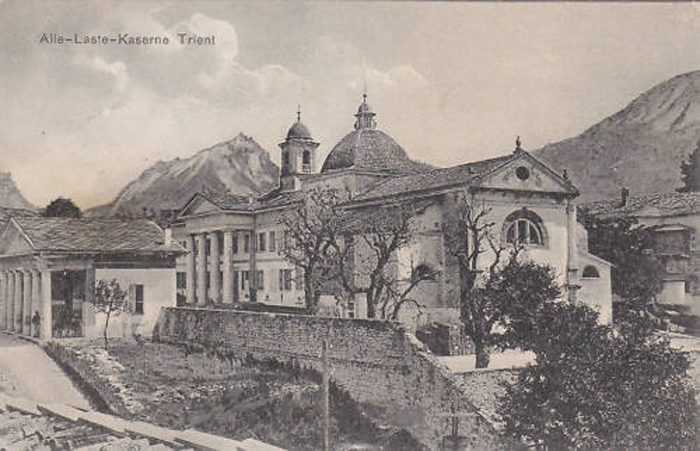
Il santuario in una cartolina del periodo in cui venne adibito a caserma

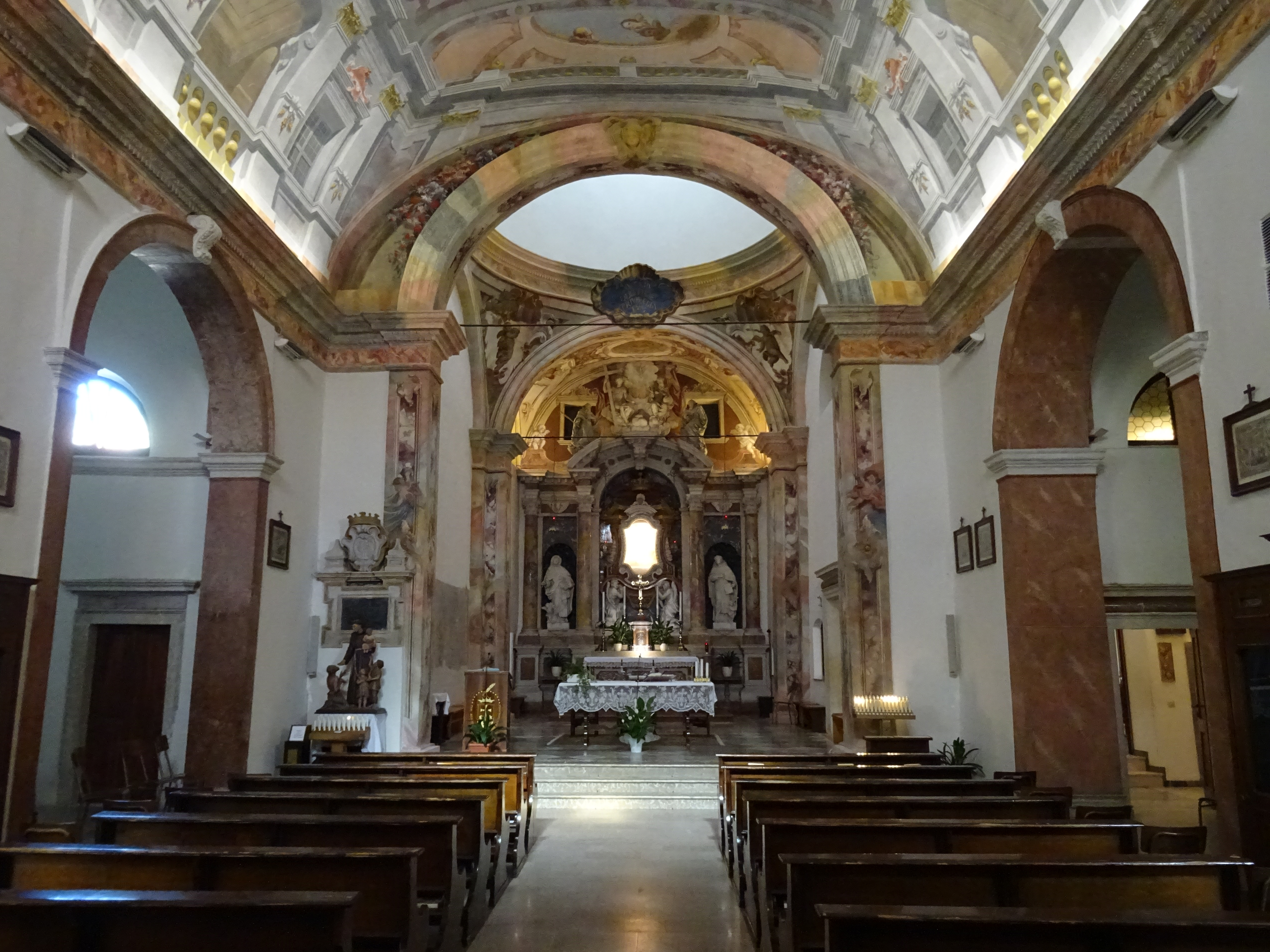
Interno

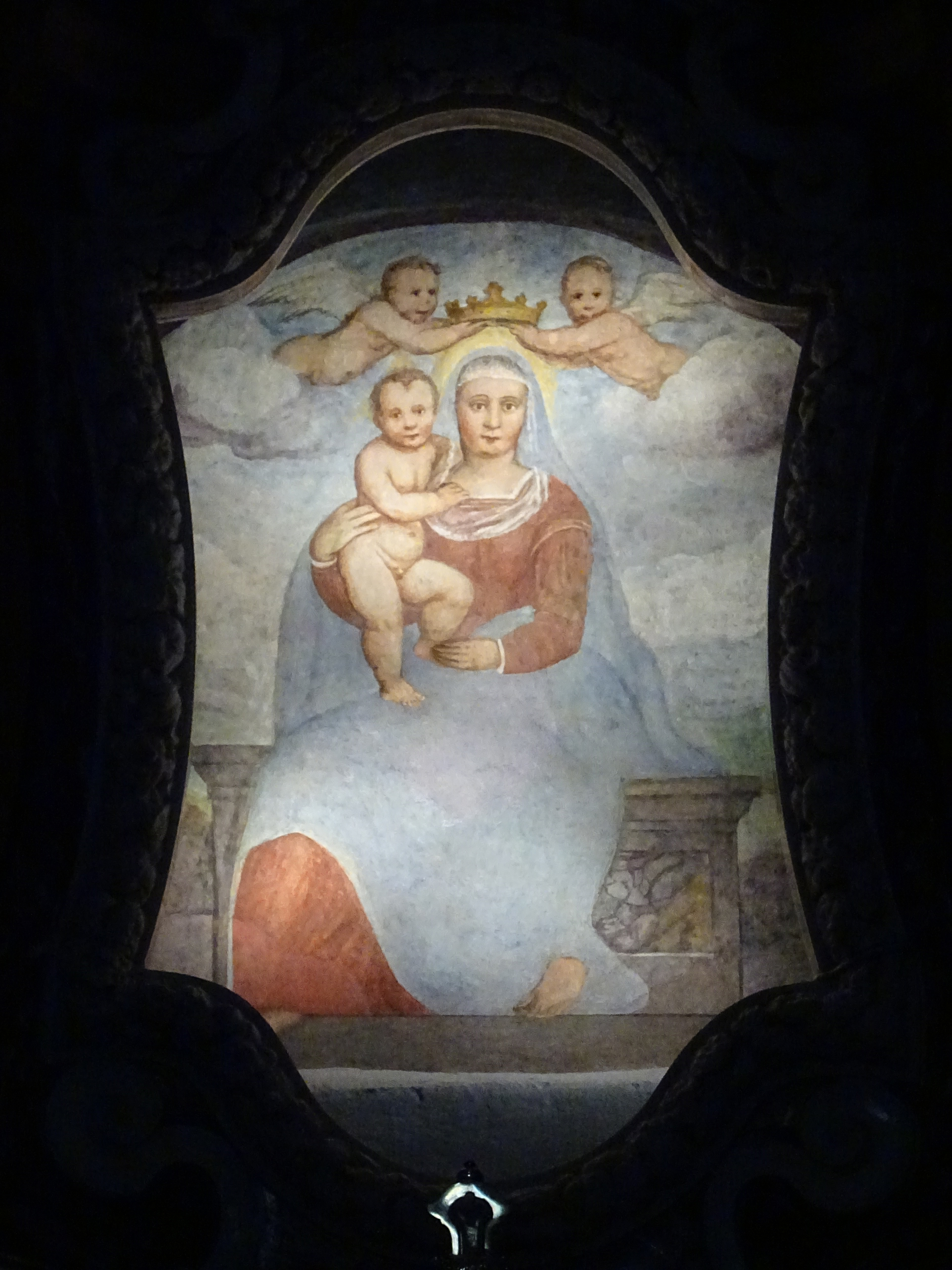
L'affresco della Madonna con Bambino

Sulla colline a est della città di Trento vi sorge una località definita come "laste" impropriarmente tradotta dal termine "pietre". Qui, oggi la località è denominata Cognola, tra le due crocevia stradali Verona-Brennero e Trento-Padova, era presente un capitello raffigurante la Madonna col Bambino, di cui l'autore è tuttora ignoto. Era tradizione che chi doveva mettersi in viaggio si fermava e recitava una preghiera e con il tempo divenne una vera e propria devozione dove la popolazione tornava anche per l'ex voto ricevuto.
Un giorno qualcuno ha rovinato l'immagine sacra all'altezza degli occhi scatenando una situazione di panico tra la popolazione che decise inizialmente di costruire un'edicola maggiormente sicura. Nel 1618, sempre al fine di ottenere una maggior sicurezza, venne eretto l'attuale santuario in uno stile barocco sobrio, al cui interno è stato spostato da 40 uomini l'affresco con un pezzo del muro originale. Nell'anno 1642 i religiosi appartenenti all'ordine dei carmelitani scalzi vennero chiamati alla sua custodia, in quanto è nota la loro devozione alla Madonna. Nel 1644 questi costruirono accanto all'edificio religioso il loro convento a spese di Mattia Galasso un guerriero appartenente agli eserciti imperiali durante la guerra dei trent'anni.

A causa delle norme anticlericali introdotte da Napoleone nel Regno d'Italia (1805-1814) con Decreto imperiale del 25 aprile 1810 il 
santuario e l'annesso convento vennero chiusi.
Il tutto tornò ad essere come prima quando, passando anche a essere un istituto di ostetricia, a semplice magazzino di una caserma fino addirittura ad abitazione, il 14 settembre 1941 i carmelitani scalzi poterono tornare e quindi restaurare il perduto. Nel 1958 l'arcivescovo di Trento, Carlo De Ferrari, decise di incoronare l'immagine sacra e con l'anno successivo lo definì come "Santuario Mariano della città di Trento e della Diocesi". La nuova inaugurazione si ebbe il 30 settembre 1962.
Oggigiorno il luogo sacro è ben noto alla popolazione locale e non, offrendo anche la possibilità a gruppi religiosi per una loro accoglienza. Questa rappresenta la sede del postulandato e del noviziato della provincia Veneta dei Carmelitani Scalzi.